# Етобіко

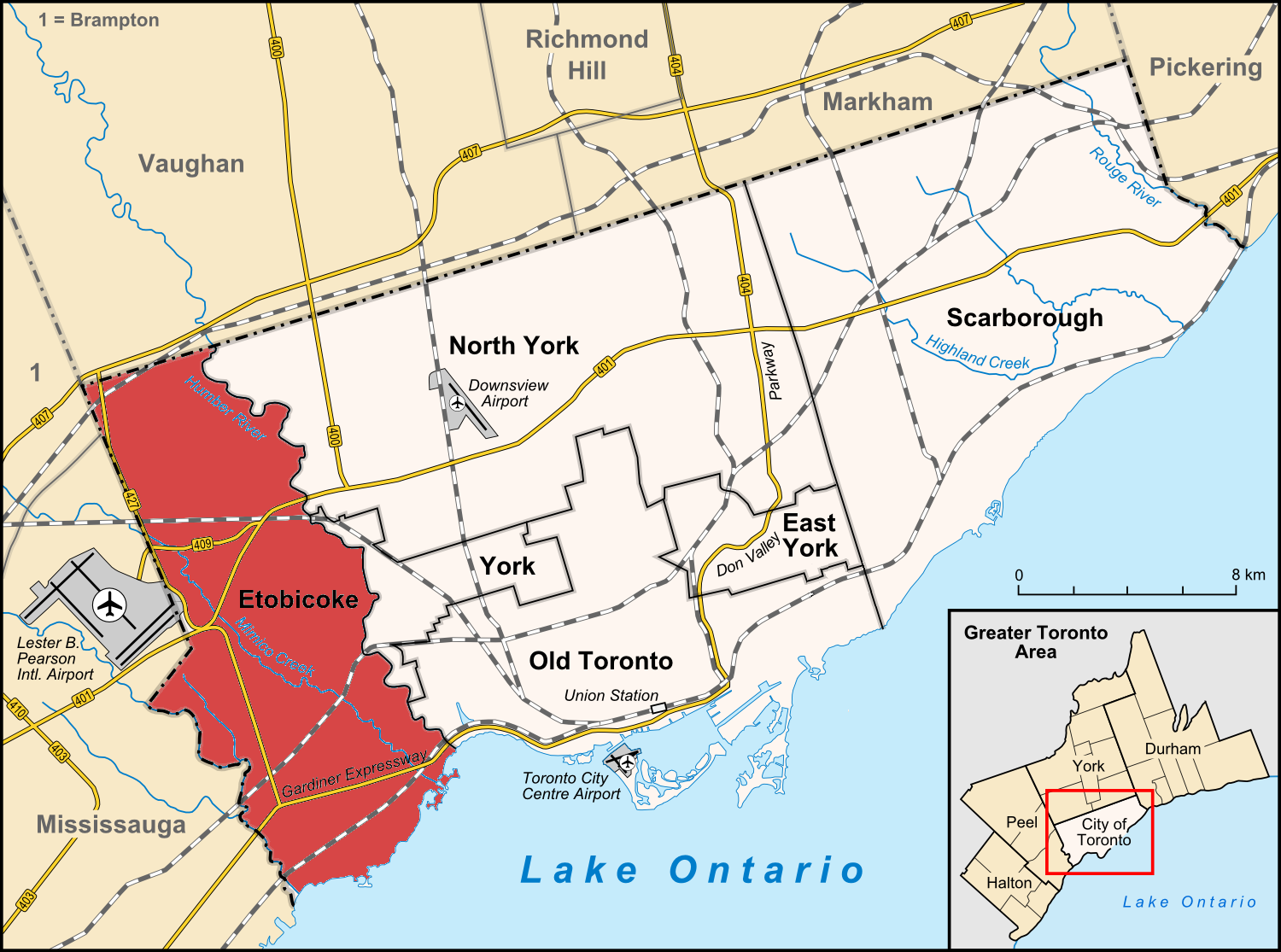
Положення Етобіко (червоний колір) на карті Торонто

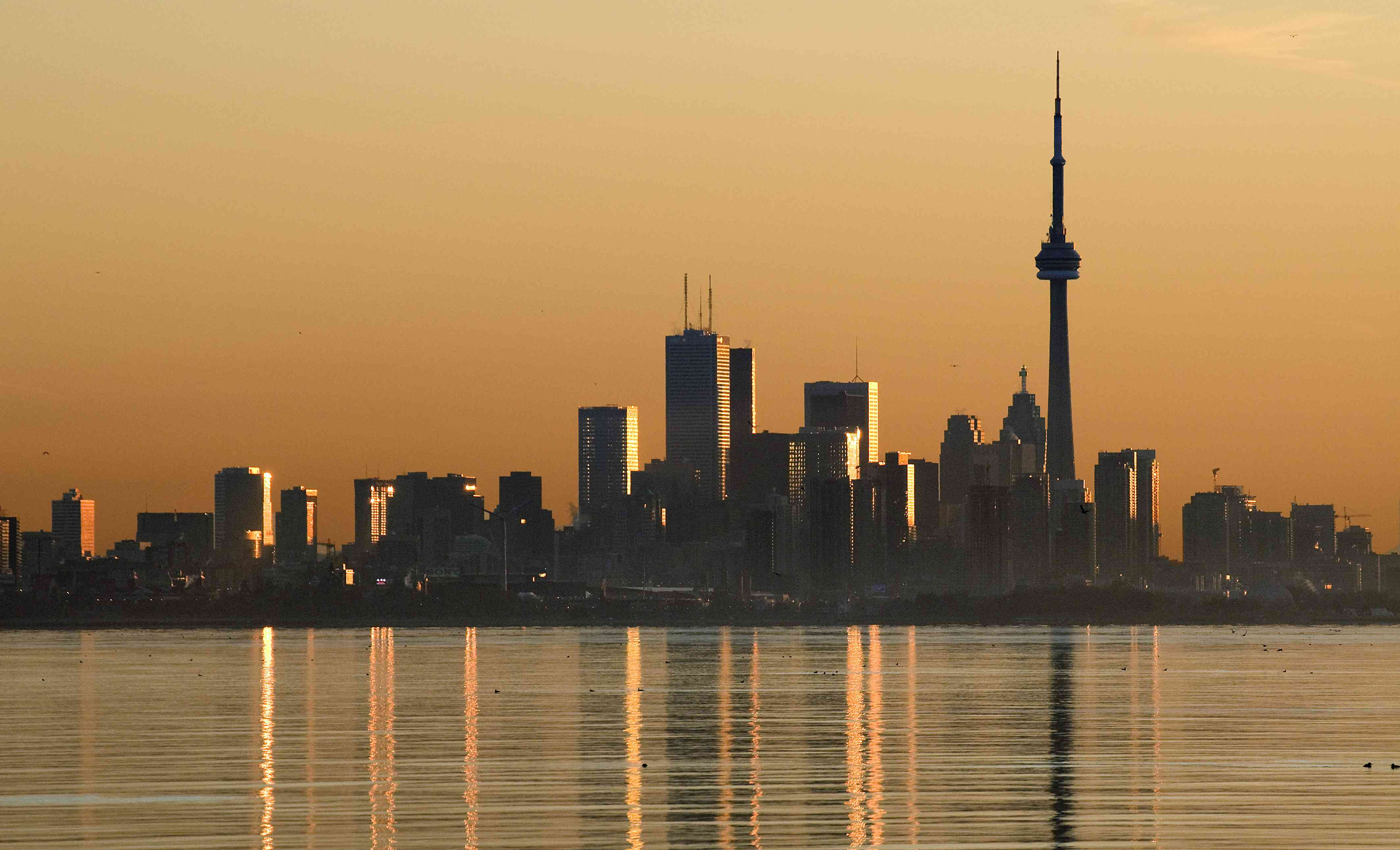
Вид на Торонто з парку імені Полковника Семюела Сміта в Етобіко

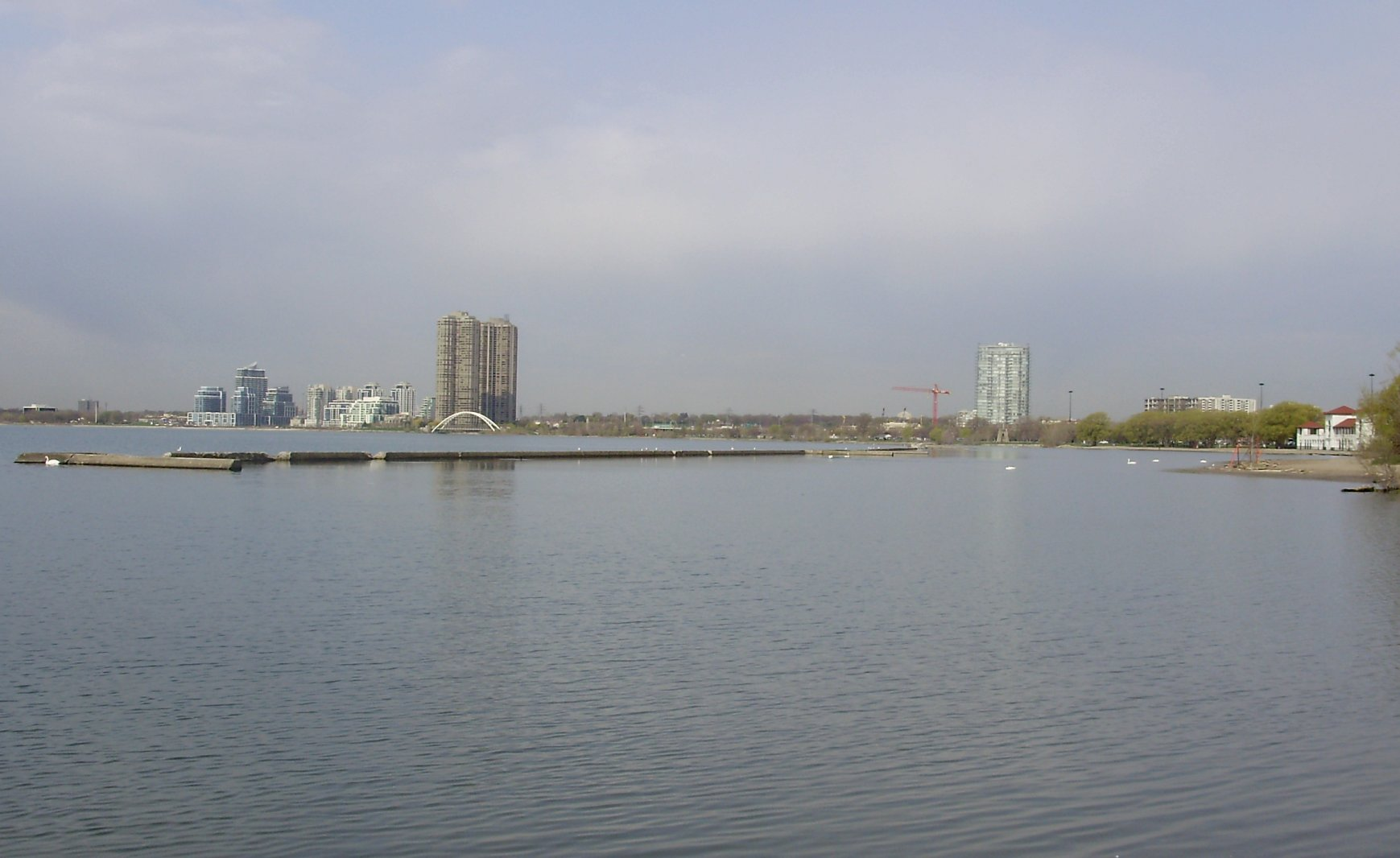
Вид на Етобіко з Будапештського парку, на захід через затоку Гамбер

Етобіко (англ. Etobicoke, ɛtoʊbɨkoʊ, літера 'k' в останньому складі не вимовляється) — колишній муніципалітет, нині район у західній частині міста Торонто, Онтаріо, Канада. У районі проживає 13 % населення Торонто, а його площа охоплює 20 % площі міста. Південним кордоном є озеро Онтаріо, східним — річка Гамбер, західним — струмок Етобіко, місто Міссісага та міжнародний аеропорт «Торонто-Пірсон» (частина аеропорту входить до складу Етобіко), а північним — Стілс-авеню.

## Назва
Назва Етобіко походить з мови індіанців племені Міссісаґа і дослівно означає «місце, де росте вільха» .

## Особливості
Етобіко має найнижчу щільність населення серед колишніх міст і районів, що входядь до складу міста Торонто. Житлова забудова — переважно односімейні будинки, хоча протягом останніх кількох років на півдні Етобіко біля річки Гамбер було побудовано кілька великих багатоповерхових кондомініумів. У центральних районах Етобіко мешкає як правило середній клас. Центральні та північні райони Етобіко мають багато багатоквартирних комплексів, розташованих посеред великих відкритих полів і парків. У центральних/південних районах, таких як Маркленд-Вуд, Кінґсвей, Нью-Торонто, Міміко та Лонґ-Бранч, є великі зелені насадження, багато парків і торгових районів на головних вулицях. Район Кінґсвей приваблює багато заможних людей і сімей (станом на 2001 рік понад 50% домогосподарств мають дохід понад 100 000 канадських доларів на рік).

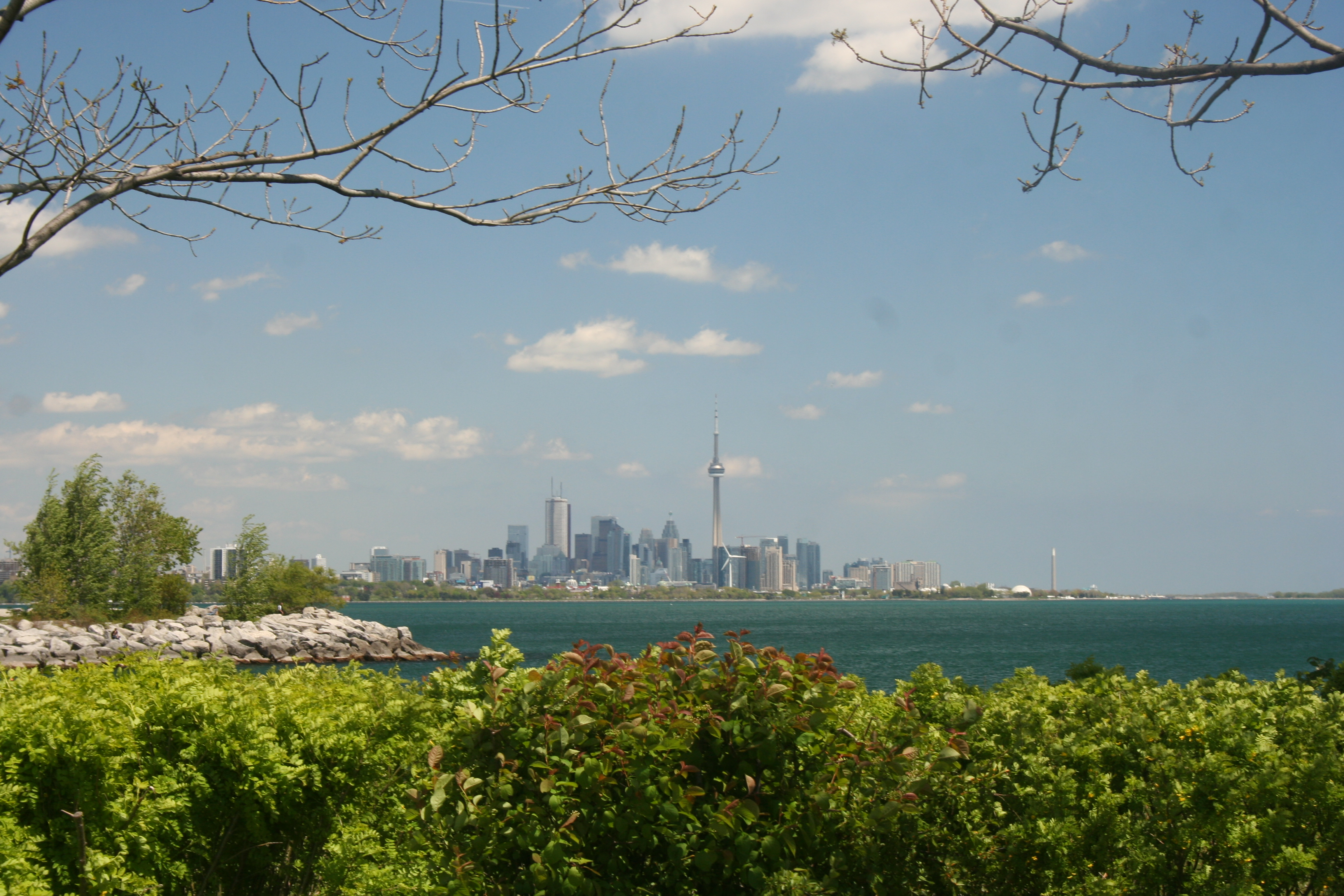
Вид на Торонто з Гамбер-Бей-Парку
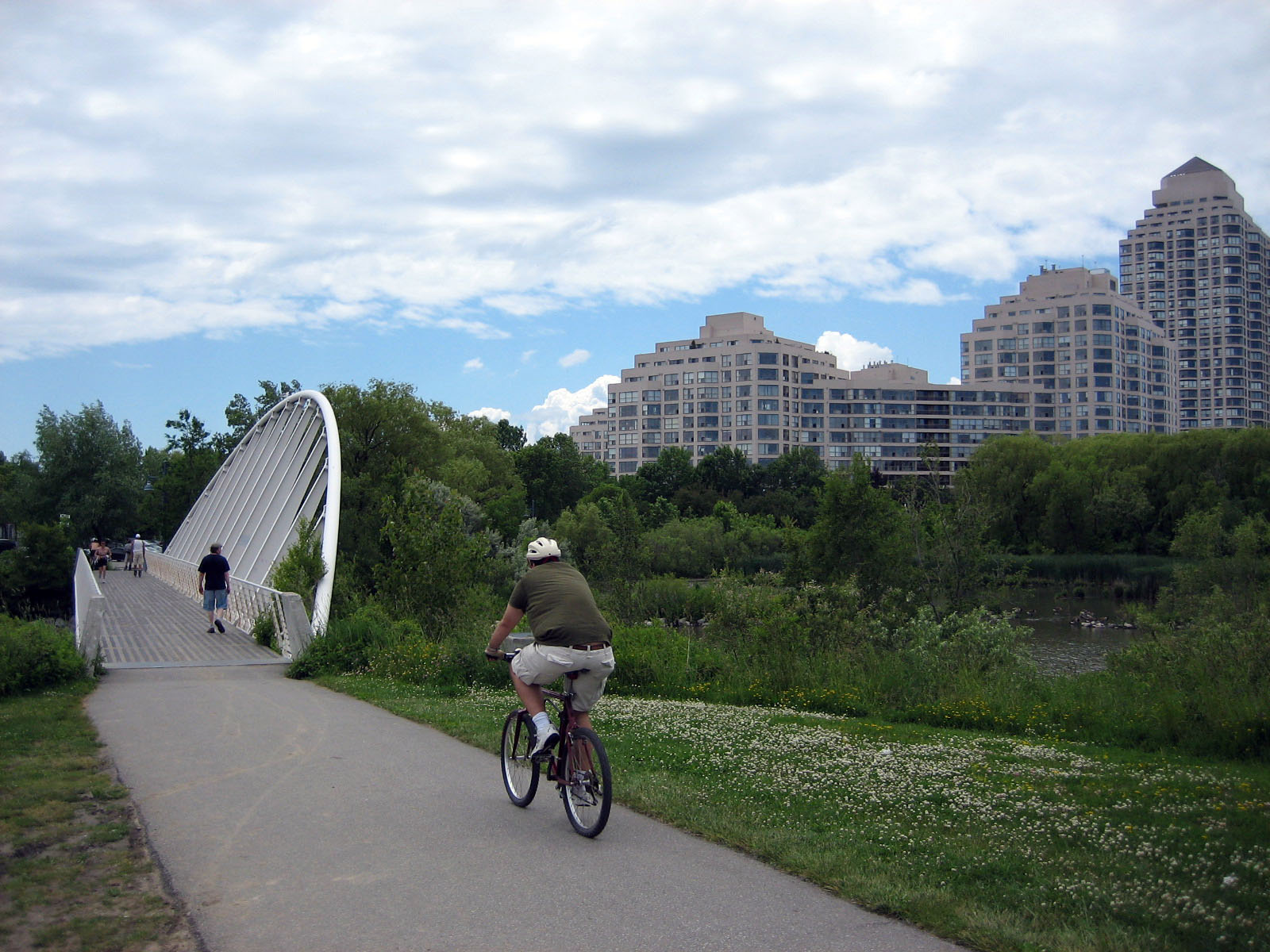
Кондомініуми біля парку Гамбер-Бей
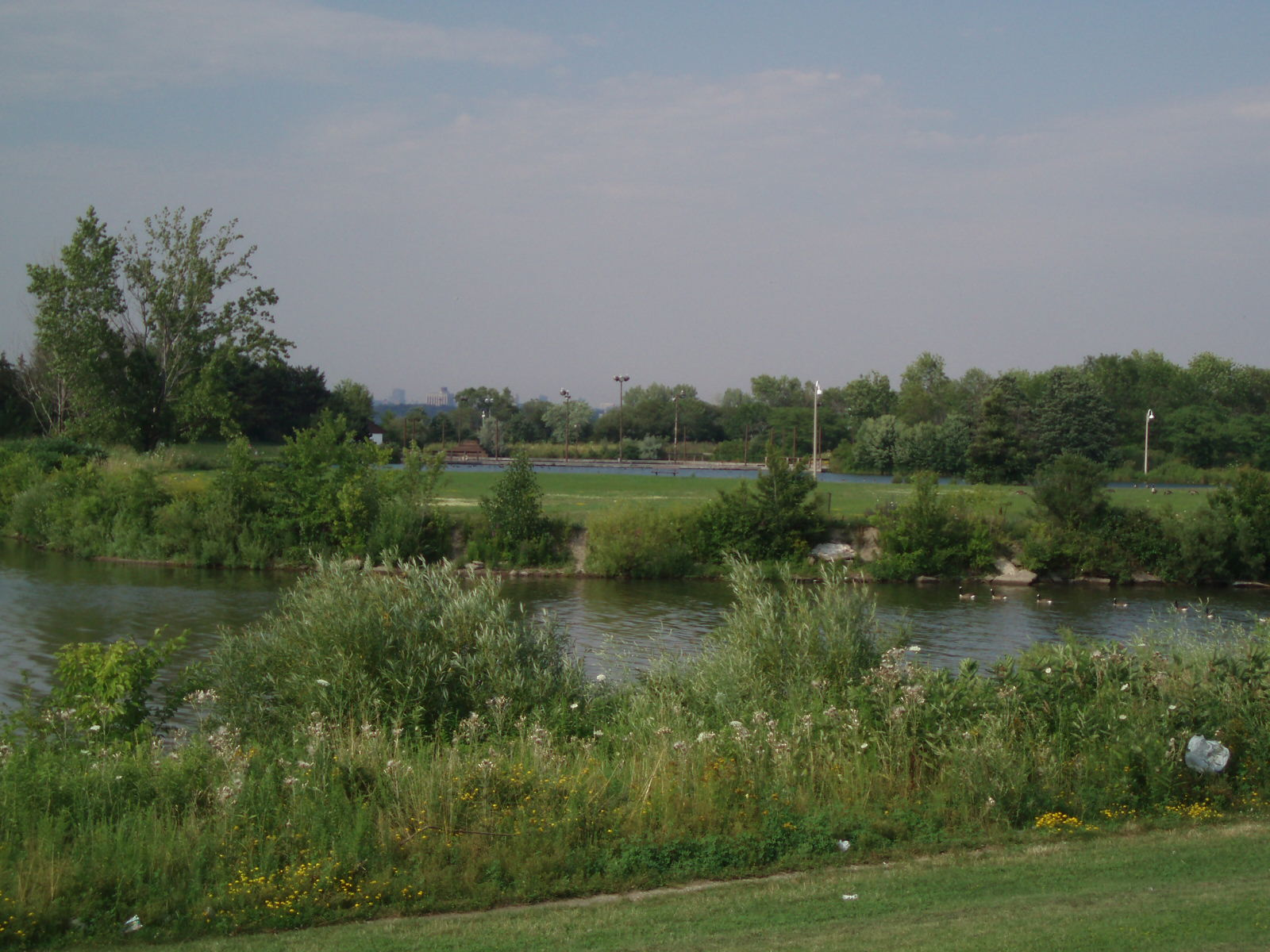
Гамбер-Бей-Парк

## Населення
Населення становило 338117 осіб за переписом 2001 року, і 334491 за переписом 2006 року.
У 2006 р. в Етобіко проживало 61,5 % білих, 14,0 % вихідців з Південної Азії, 9,3 % афро-канадців, 3,1 % латиноамериканців, 2,6 % китайців, 2,5 % філіппінців, 1,4 % корейців, 1,1 % вихідців із Західної Азії, 1,0 % арабів, 1,0 % вихідців з Південно-Східної Азії і 2,5 % інших. 47,8 % населення є іммігрантами.
Мовна картина в районі Етобіко-Йорк така: перше місце займає англійська мова, за нею італійська, тоді іспанська, португальська, польська, пенджабська, і на сьомому місці — українська з кількістю 12 265 респондентів, або 2,1 % населення.

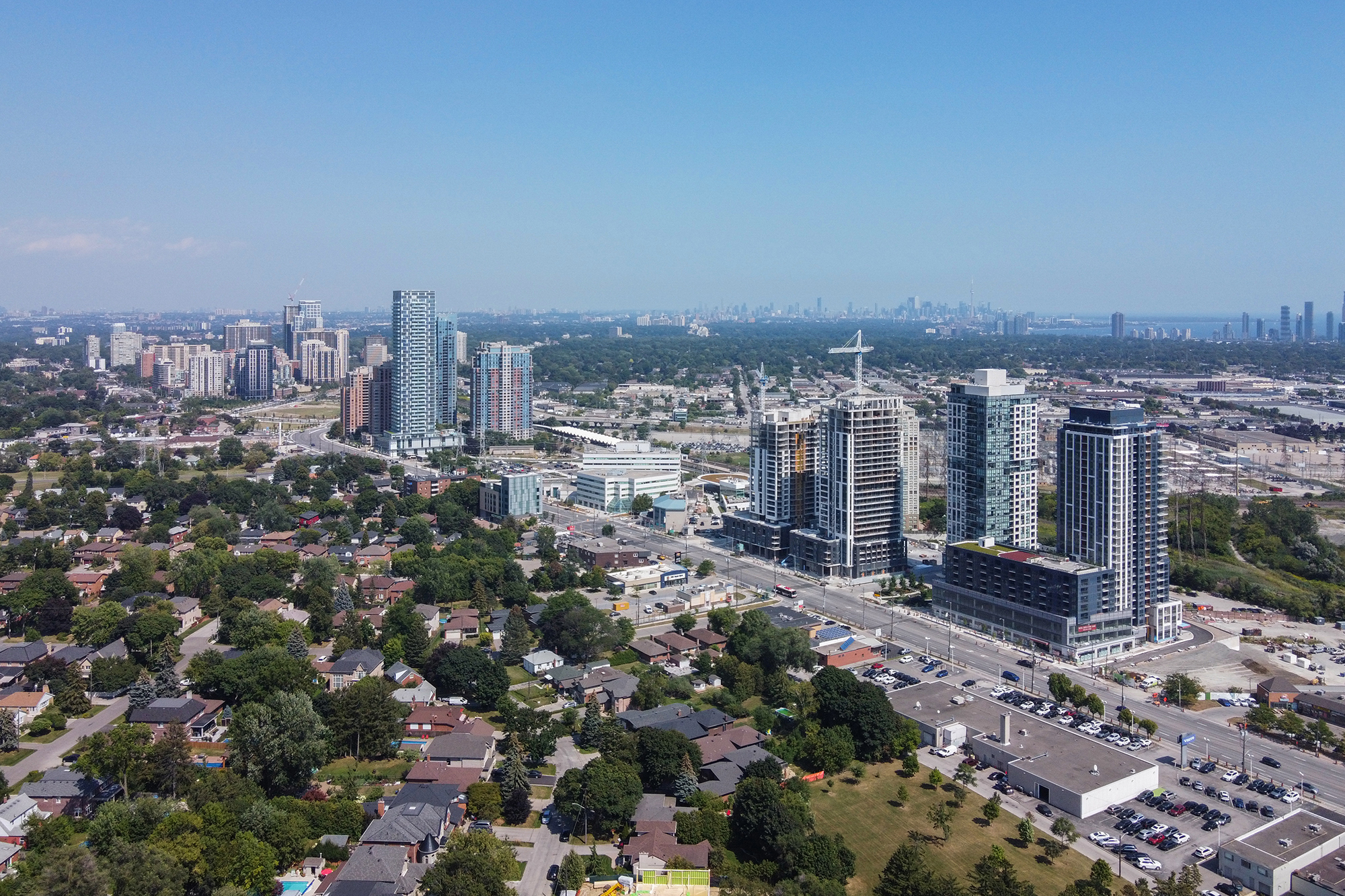
Вид на нові кондомініуми в Ізлінґтон-Вілледж, по суті вважається центром району Етобіко (2021)

Багато людей з Індії, Ямайки, Іраку, Гаяни, Сомалі, Гани, Філіппін, Нігерії та Пакистану оселилися в Північному Етобіко. У центральній і південній частині Етобіко переважають вихідці європейської діаспори з таких країн, як Італія, Польща та Україна, а також у деяких частинах найбагатшого району Етобіко — Кінґсвей.

## Економіка
Ізлінґтон-Сіті-Сентер-Вест — це один із 4-х ділових районів за межами центру Торонто. В Етобіко мають свої штаб-квартири такі великі компанії як Pizza Pizza та Sunwing Airlines Skyservice та Canada 3000 також мали свої штаб-квартири в Етобіко до закриття цих авіакомпаній. 
В Етобіко процвітає будівництво. Багато нових веж кондомініумів побудовано вздовж набережної поблизу Гамбер-Бей і вздовж вулиці Блур. Це допомогло збільшити чисельність населення Етобіко після короткого спаду.
В Етобіко щороку на День Канади проводять фестиваль ребер в Сентеніал-парку. Вихідні наповнені розвагами, їжею і музикою.

## Українці в Етобіко
Історично українці масово оселялися в околиці Блур-Вест-Вілледж, яка знаходиться на перетині вулиць Блур та Джейн. За останні 30 років багато українців переїхали в інші райони з дешевшим житлом, зокрема в сусіднє місто Міссісога, яке межує з Етобіко. 
В районі діють дві українські греко-католицькі церкви: Церква Святого Великомученика Димитрія та Церква Святого Михайла. Також діє Український Православний Собор Св. Димитрія на Лейкшор-бульварі в Нью-Торонто та українська євангелістська церква.
У різних місцевостях Етобіко діють три цілоденні двомовні українські школи:
- Школа Св. Димитрія, 125 La Rose Ave
- Школа ім. Патріярха Йосифа Сліпого, 35 West Deane Park Dr
- Школа Св. Йосафата, 110 Tenth St

Крім того, діють кілька суботніх українських шкіл та україномовні садочки для дітей. 

В Етобіко розташований офіс Українського Національного Об'єднання в Канаді, а також офіси інших українських організацій: КУІС (Канадсько-Українська Імміграційна Служба), Українська Кредитова Спілка, Кредитова Спілка Будучність, Суспільна служба українців Канади.

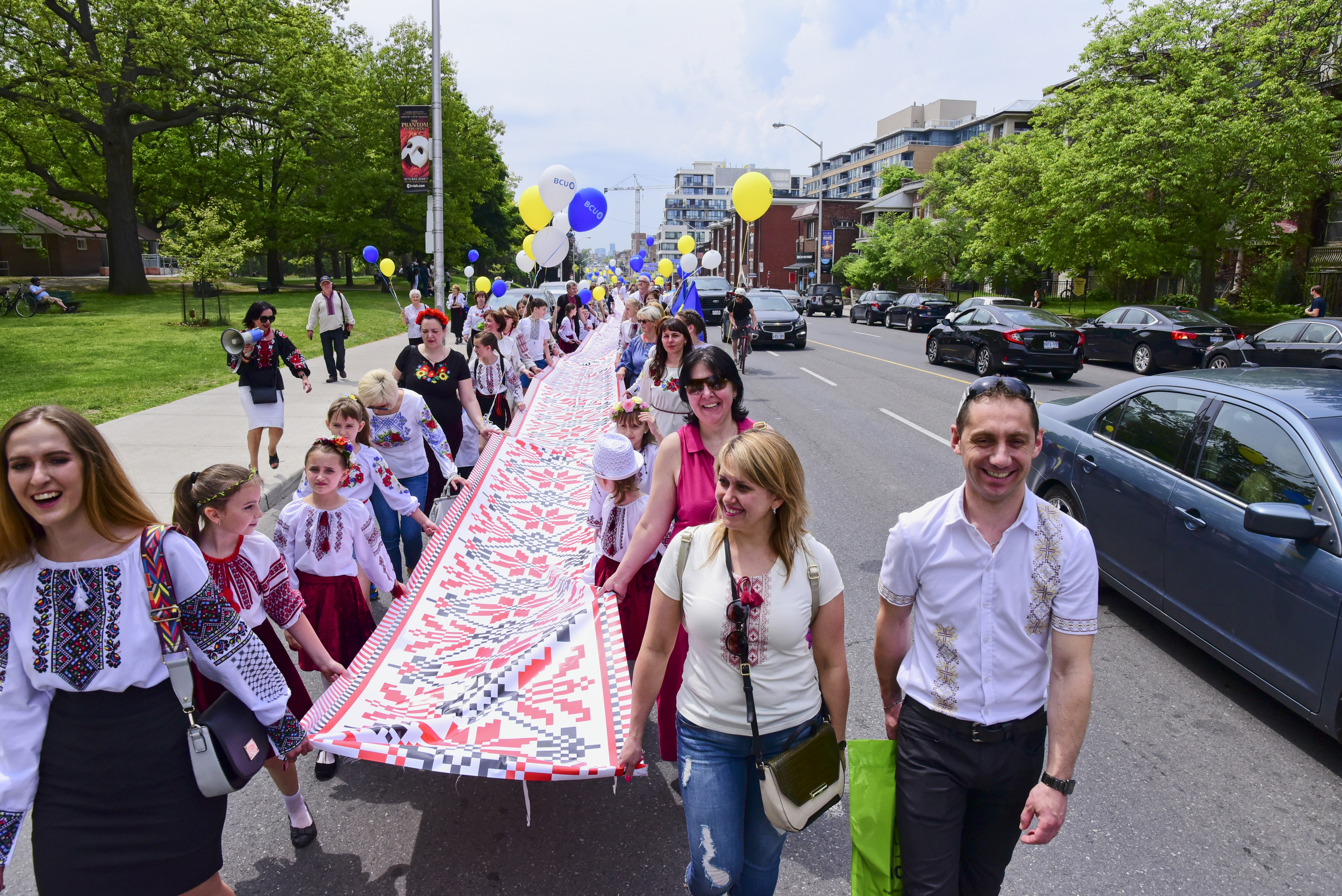
Парад вишиванок на Блур-стріт Вест (2018)

## Персоналії
- Кетрін Винник (* 1977) — канадська акторка і режисерка українського походження
- Девід Кларксон (* 1984) — канадський хокеїст.
- Марк Осборн (* 1961) — канадський хокеїст.